# رضا ضیایی احمدی
رضا ضیایی احمدی سیاست‌مدار و مدیر ارشد اجرایی ایرانی است، که در دوره‌های بیست و دوم و بیست و سوم مجلس شورای ملی بعنوان نماینده اهواز از استان خوزستان در مجلس شورای ملی حضور داشت.